# Paramuricea robusta
Paramuricea robusta is een zachte koraalsoort uit de familie Plexauridae. De koraalsoort komt uit het geslacht Paramuricea. Paramuricea robusta werd in 1906 voor het eerst wetenschappelijk beschreven door Thomson & Ritchie. 